# Sainte-Colombe, Charente-Maritime
Sainte-Colombe är en kommun i departementet Charente-Maritime i regionen Nouvelle-Aquitaine i västra Frankrike. Kommunen ligger  i kantonen Montlieu-la-Garde som ligger i arrondissementet Jonzac. År 2022 hade Sainte-Colombe 110 invånare.

## Befolkningsutveckling
Antalet invånare i kommunen Sainte-Colombe
Referens:INSEE